# Schwarzwald-Radweg
Der Schwarzwald-Radweg ist ein rund 375 Kilometer langer Radfernweg zwischen Karlsruhe und Lörrach.
Er verläuft im Wesentlichen auf dem Schwarzwaldkamm auf zumeist für den Kraftverkehr gesperrten Asphaltstraßen und befahrbaren Forstwegen.
Unter anderem liegt der Naturpark Schwarzwald Mitte/Nord auf seiner Strecke.
Der Schwarzwald-Radweg wurde erstmals Ende der 1990er Jahre vom Schwarzwaldverein als Alternative für Radfahrende zum bekannten Fernwanderweg Westweg markiert. In den Jahren 2018 bis 2020 wurde die Streckenführung leicht überarbeitet und die Beschilderung ergänzt.

## Verlauf
- Karlsruhe
- Karlsbad (Baden)
- Waldbronn
- Langenbrand
- Raumünzach
- Freudenstadt (Nicht direkt auf der Route)
- Mühlenbach
- Furtwangen
- Titisee-Neustadt
- Muggenbrunn
- Lörrach